# Sala (Tingitana)

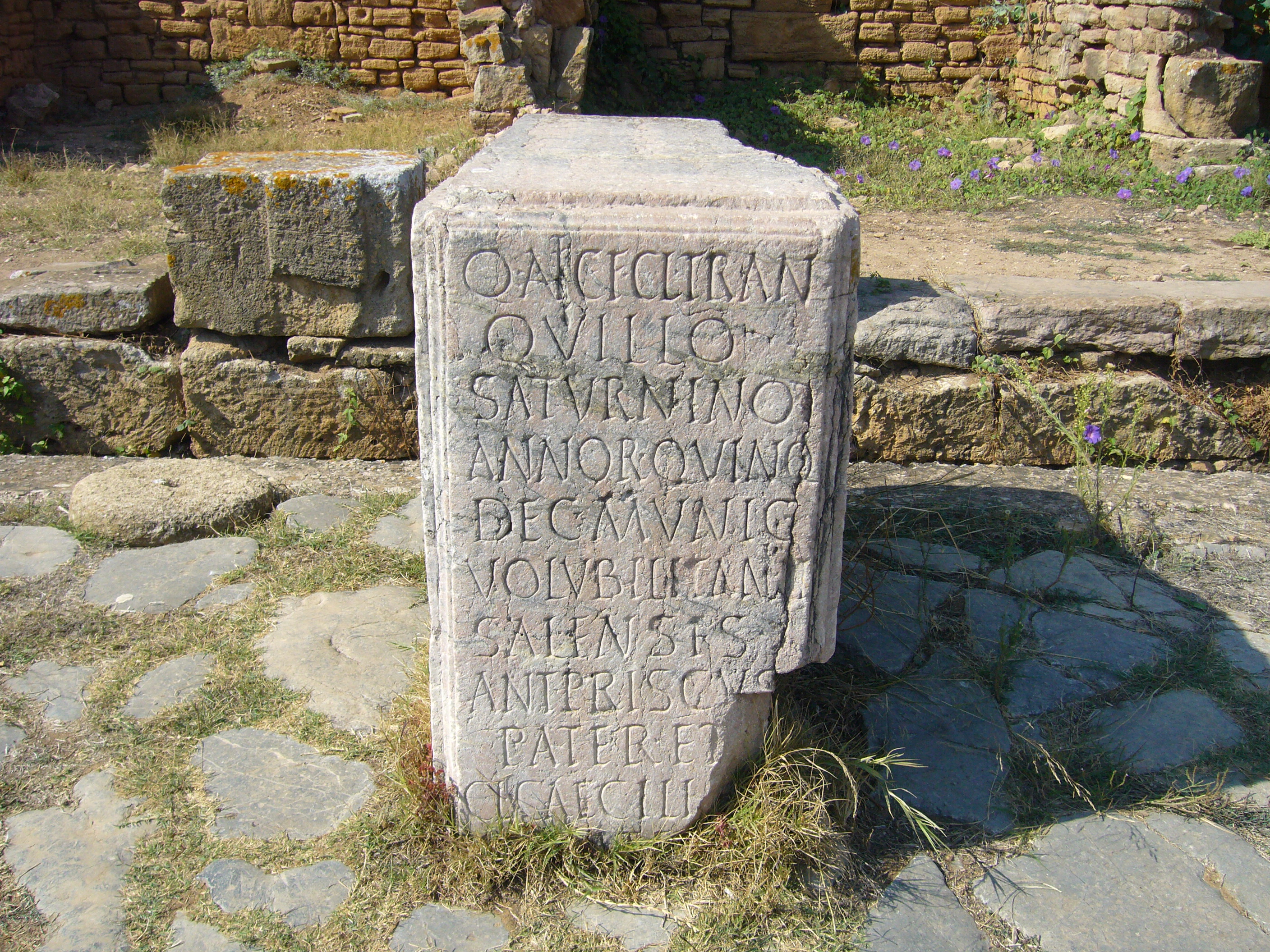
Estela romana visible a l'actual Chellah

Sala (grec antic: Σάλα) fou una ciutat de Mauritània Tingitana, a la costa occidental atlàntica, propera al riu del mateix nom. A l'Itinerari d'Antoní és esmentada com Salaconia però probablement "conia" és un afegit posterior. Correspon a la moderna Sale, prop de la desembocadura del Bu-Regrâb, però realment la ciutat romana era més aviat cap a Rabat, a la part sud del riu, on encara existeixen algunes restes romanes. Estava situada a la riba sud de la boca del riu Bouregreg que des de ser una ciutat de peregrinació va passar a ser una colònia romana.
Ptolemeu la va citar amb aquest nom.

## Història

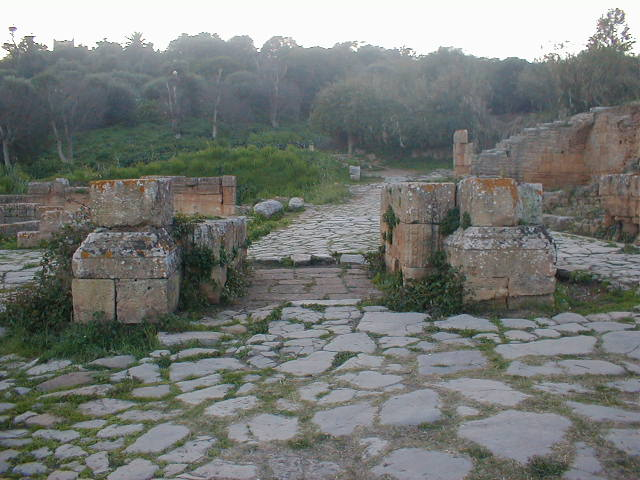
Carrer romà a la colònia de Sala

La colònia de Sala estava ubicada en un antic assentament fenici.
- El 28 d'octubre de 144 hi va haver un decret emès pel decurió de Sala. Es va erigir una estàtua en honor del prefecte M. Sulpicius Felix que havia pacificat la zona i construït les muralles de la ciutat.[4] A aquesta època es van iniciar una sèrie de campanyes militars per a pacificar la Mauritània que es van acabar el 152.[5]
- Segle III: Tot i que els romans s'havien retirat parcialment de més enllà del riu Loukkos, van mantenir un presidi a Sala fins al segle v.[6] S'hi han trobat objectes que evidencien que els contactes comercials entre Sala i Europa van continuar dirant l'època visigòtica i romana d'Orient, fins al segle vii[7] Sala podria haver estat un centre comercial entre Europa i les Illes Porpres, productores de murex (closques de mol·luscs).[8]

Durant l'època medieval la ciutat va marxar abandonant lentament fins que el 1154 fou abandonada totalment i la població es va desplaçar cap a la moderna Salé. El Terratrèmol de Lisboa de 1755 va afectar moltes estructures de l'antiga colònia.

## Patrimoni Mundial
Com que està a la zona metropolitana de Rabat, el 2012 fou declarada patrimoni de la humanitat per la UNESCO.